# Šolom Alejchem
Šolom Alejchem (v jidiš Šolem Alejchem שלום־עליכם, rusky Шолом-Алейхем), vlastním jménem Šolom Nochumovič Rabinovič (rusky Шолом nebo Соломон Нохумович Рабинович) (2. března 1859, Perejaslav, Ukrajina – 13. května 1916, New York) byl židovský spisovatel, se kterým jsou spojeny počátky americké židovské literatury a který patří k velkým klasikům literatury psané v jazyce jidiš ovlivněným haskalou.

## Život a dílo
Narodil se roku 1859 v Perejaslavi poblíž Kyjeva v zchudlé měšťanské rodině jako třetí ze třinácti dětí. Vystudoval tradiční židovskou školu cheder, stal se rabínem a pod uměleckým pseudonymem Šolom Alejchem (což doslova znamená Mír s tebou) se věnoval literatuře. Zpočátku (od roku 1879) psal v ruštině a v hebrejštině a přispíval do časopisů Hacefira (Rozbřesk) a Hamejlic (Ochránce), ale již roku 1883 vydal v jidiš (ve svém pozdějším hlavním literárním jazyce) novelu Cvej štejner (Dva kameny). Po celoruských protižidovských pogromech v roce 1905 Alejchem s celou rodinou přesídlil do USA a roku 1907 do Švýcarska. Roku 1908 se vrátil do Ruska, ale roku 1914 odjel opět do USA, kde roku 1916 v New Yorku zemřel.
Již za svého života se Alejchem stal velmi populárním autorem díky svým povídkám, novelám, románům, fejetonům a divadelním hrám, ve kterých se smutným a moudrým humorem zobrazoval život prostých Židů na Ukrajině. Světově proslulým se však stal až více než třicet let po své smrti (třebaže v ruském prostředí jeho dílo bylo ceněno dávno před tím a ve 20. a 30. letech v tehdejším SSSR vznikly na motivy jeho děl němé filmy Jevrejskoje ščastje režiséra A. Granovského v hlavní roli se S. Michoelsem nebo Skvoz sljozy režiséra G. Gričera-Čerikovera (ten se jako pomocný režisér účastnil natáčení již Židovského štěstí), které v USA získalo ozvučení v jidiš), a to po anglickém vydání povídkové knihy Tovje vdává dcery (1949, Tevye's Daughters), původně vydané v jidiš v roce 1894 pod názvem Tevje der milchiker (Tovje mlékař). Vyprávění o radostech a strastech rodiny zbožného, ale velmi chudého mlékaře Tovjeho se staly inspirací pro vytvoření slavného muzikálu Fiddler on the Roof (Šumař na střeše), který byl poprvé uveden roku 1964 (hudba Jerry Bock, libreto Joseph Stein, texty písní Sheldon Harnick). Muzikál pak byl roku 1971 rovněž velmi úspěšně zfilmován režisérem Normanem Jewisonem (film získal tři oscary – za kameru, hudbu a zvuk).

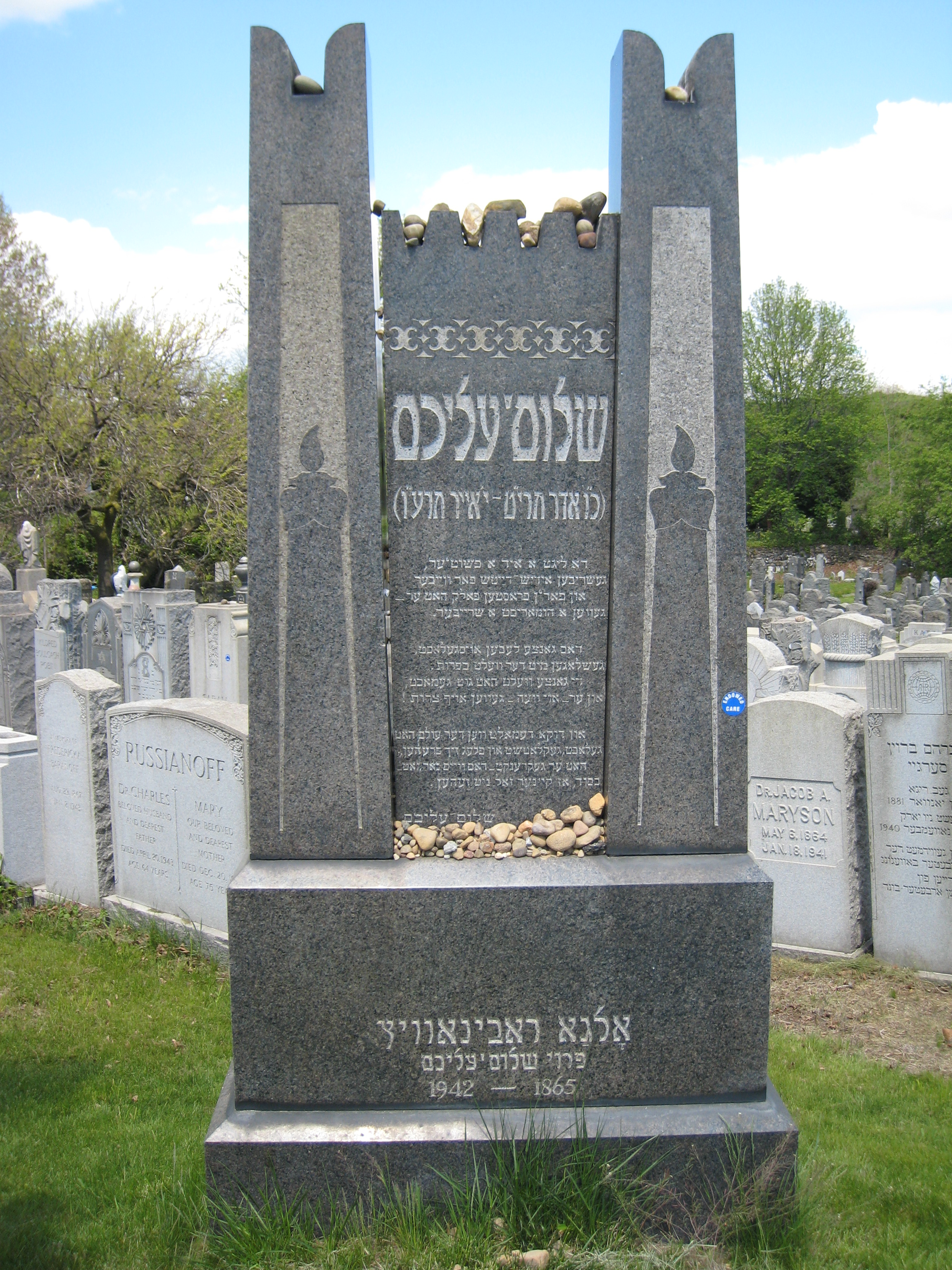
Hrob Šoloma Alejchema v New Yorku

## Výběrová bibliografie
- Cvej štejner (1883, Dva kameny), novela,
- Reb Sender Blank un zajn filgešecte familie (1887, Reb Sender Blank a jeho ctěná rodina), satirický román,
- Menachen Mendl (1892, česky jako Smolař Menachem Mendl), román, který ve formě dopisů vypráví komické i tragické příběhy Žida z ruského židovského městečka, který spřádá nesmyslné plány ve vidině snadného získání bohatství,
- Tevje der milchiker (1894, Tovje mlékař), česky jako Tovje vdává dcery nebo jako Šumař na střeše, sbírka povídek,
- Mentšn (1905, Lidé), divadelní hra,
- Cezejt un cešprejt (1905, Každý jinak), divadelní hra,
- Motl pejsi dem chazns (1907, Uličník Motl), česky též jako Darebák Motl, sbírka povídek o životě chudého židovského chlapce a jeho soukmenovců nejprve na Ukrajině a později v emigraci v Americe.
- Der Ojcer (1908, Poklad), román,
- Blondžendike štern (1911, Bludné hvězdy), román,
- Der Blutiger špas (1913, Krvavý žert), román,
- Funem Jarid (1915, Z trhu).

## Česká vydání
- Povídky z ghetta, Akademický spolek Kapper, Praha 1932, přeložil Vincenc Červinka, výbor z jidiš povídek různých autorů včetně Alejchema,
- Darebák Motl, Svoboda, Praha 1946, přeložila Ludmila Javůrková,
- Tovje vdává dcery, SNKLHU, Praha 1958, přeložil Jakub Markovič, znovu Mht, Praha 1995, Levné knihy KMa, Praha 2006
- Uličník Motl, Svět sovětů, Praha 1959, přeložil Jakub Markovič,
- Smolař Menachem Mendl, Československý spisovatel, Praha 1961, přeložil Jakub Markovič,
- Rozinky a mandle, Odeon, Praha 1968, přeložil Jakub Markovič, výbor z jidiš povídek různých autorů včetně Alejchema,
- Šumař na střeše a jiné povídky, XYZ, Praha 2011, přeložil Jakub Markovič a Gita Zbavitelová.